# Parabetyla pipira
Parabetyla pipira är en stekelart som beskrevs av Naumann 1988. Parabetyla pipira ingår i släktet Parabetyla och familjen hyllhornsteklar. Inga underarter finns listade i Catalogue of Life.